# Бородянское викариатство
Бородянское викариатство — викариатство Киевской епархии Украинской Православной Церкви (Московского патриархата).
Учреждено 8 мая 2012 года решением Священного Синода Украинской Православной Церкви.

## История
Учреждено 8 мая 2012 года решением Священного Синода Украинской Православной Церкви как викариатство Киевской епархии.
3 октября 2013 года митрополит Киевский и всея Украины Владимир (Сабодан) в своей рабочей резиденции в Феофании провёл собрание викарных архиереев и благочинных Киевской епархии, посвященное новому административному устройству епархии.
Согласно Распоряжению по Киевской епархии Украинской Православной Церкви № 1768 от 25 сентября 2013 года в пределах города Киева были созданы Северное, Южное и Восточное викариатства. В пределах Киевской епархии образованы Бородянское, Макаровское и Обуховское викариатства. В состав Бородянского викариатства вошли: I Бородянское, II Бородянское, Иванковское, Полесское благочиния.

## Епископы
- 13 мая — 20 июля 2012 — Антоний (Крипак)
- 28 августа 2012 — 17 декабря 2018 — Варсонофий (Столяр)
- с 22 марта 2020 — Марк (Андрюк)